# Tangara de Parodi
Kleinothraupis parodii
Espèce
Statut de conservation UICN

 NT  : Quasi menacé
Le Tangara de Parodi (Kleinothraupis parodii) est une espèce de passereau appartenant à la famille des Thraupidae.

## Description
Il mesure 15,5 cm pour 21,8 g. Il n'y a pas de dimorphisme sexuel.

## Répartition et habitat
Il est endémique au Pérou. Il vit dans les forêts humides de montagne avec des parcelles de bambous Chusquea entre 2 750 et 3 500 m d'altitude.